# Barão de São João
Pour les articles homonymes, voir Barao.
Barão de São João est une ancienne paroisse civile portugaise (en portugais : freguesia) de la municipalité de Lagos en Algarve.
La loi no 11-A/2013 du 28 janvier 2013, portant réorganisation administrative du territoire des freguesias, fusionne Barão de São João avec la paroisse voisine de Bensafrim pour former l'União das freguesias de Bensafrim e Barão de São João (dont le siège est à Bensafrim).